# Ierse round tower

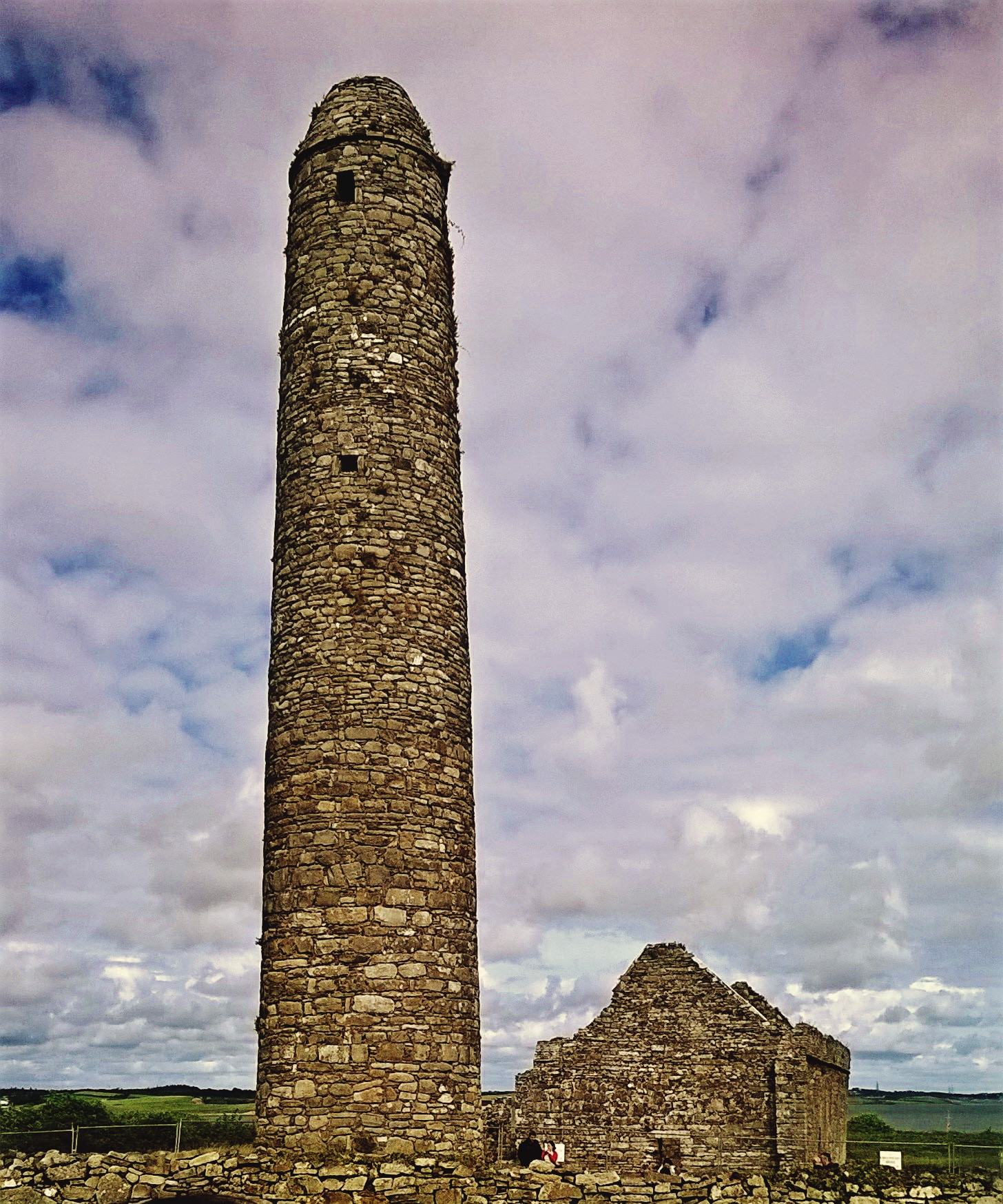
Round tower op Scattery Island, County Clare

De Ierse round tower, ronde toren, is een type vrijstaande, ronde stenen toren dat voornamelijk gebouwd werd op het eiland Ierland. Vrijwel alle torens staan in de onmiddellijke omgeving van een kerk of klooster. De torens zijn gebouwd in de periode vanaf midden negende eeuw tot midden twaalfde eeuw. Een beperkt aantal torens dateert uit de dertiende eeuw. Op het vakgebied is er de aanname dat er in Ierland in die periode 100 tot 120 gebouwd zijn. Vijfenzestig daarvan zijn bewaard gebleven waarvan twintig min of meer intact. Er zijn buiten Ierland twee round towers in Schotland en een op het eiland Man.

## Constructie
De torens werden gebouwd volgens een standaard ontwerp. De diameter, deuren en raamopeningen van de meeste torens zijn zo goed als uniform. De constructie bestaat uit een dubbele muur waarvan de spouw is gevuld met puin en steenslag. Er is nauwelijks sprake van enige fundering. De diepte onder het grondniveau is in enkele gevallen niet meer dan een halve meter. De diameter aan de basis varieert tussen vijf en zes meter. De hoogte varieert van 27 tot 33 meter. Bij de hoogste torens is aan de basis de kleinste diameter.
De bouwkundige kracht van de torens ligt in hun taps toelopende ronde vorm die een neerwaartse stuwkracht geeft. De bouwkundige constructie laat niet toe om de toegangsdeur op het grondniveau te situeren. Die is een aantal meters boven de grond en kan alleen met een ladder worden bereikt. De meeste torens hebben zeven verdiepingen waarvan enkele ramen kunnen hebben. De bovenste verdieping heeft vrijwel altijd vier ramen. De torens moeten alle een kegeldak hebben gehad. In vrijwel alle gevallen is dat ineengestort. Dertien van de overgebleven round towers hebben een kegeldak, maar dit is een restauratie van eeuwen na de bouw.

## Theorieën over de functie van de round towers

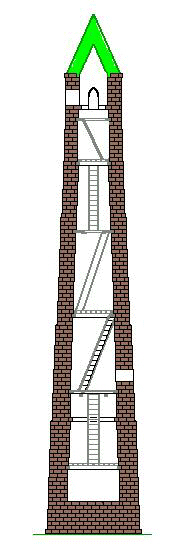
Dwarsdoorsnede van een round tower

De round towers hebben vaak de fantasie van Ierse en een aantal niet-Ierse auteurs geprikkeld. Er werd geruime tijd aangenomen dat de torens gebouwd zouden zijn met het doel om als uitkijktoren te functioneren voor naderende invallen van de Vikingen. De torens zouden ook als vluchtplaatsen tijdens de invallen functioneren.
Thomas Molyneux publiceerde in 1723 A Discourse Concerning the Danish Mounts, Forts and Towers in Ireland, waarin hij deze theorie uitwerkte. Dat werd in 1790 gevolgd door Edward Ledwich in Antiquities of Ireland. Deze aanname wordt tot in de eenentwintigste eeuw in populaire publicaties vermeld. Op het vakgebied in de eenentwintigste eeuw wordt de aanname verworpen. Een aanzienlijk aantal torens staat op plekken van waaruit men totaal geen naderende schepen kon waarnemen. Als vluchtplaats was het buitengewoon inefficiënt want gevluchte mensen zaten in de torens als ratten in een val. Het doorslaggevendste argument is dat zelfs de oudste torens gebouwd zijn in een periode dat de invallen van de Vikingen in Ierland al beëindigd waren.
Er is in de Ierse geschiedschrijving vanaf de dertiende tot in de twintigste eeuw een stroming geweest, die de oorsprong van het Ierse volk en veel van wat als Iers benoemd kan worden oostelijk van Europa heeft gezocht. De Engelsman Charles Vallancey was verantwoordelijk voor het bureau dat namens de Britse overheid landmetingen in Ierland uitvoerde en verder een van de stichters van de Irish Royal Academy. Hij publiceerde een aantal werken, waaronder in 1786 A Vindication of the Ancient History of Ireland: Wherein is Shewn, I. The Descent of Its Old Inhabitants from the Phaeno-Scythians of the East, in 1804 gevolgd door An essay on the primitive inhabitants of Great Britain and Ireland, proving from history, language and mythology that they were Persians or Indo Scythae, composed of Scythians, Chaldeans and Indian. Hij was ervan overtuigd dat de oorsprong van het Ierse volk bij de Feniciërs of de Scythen lag. Een groot deel van zijn theorie was gebaseerd op onjuist linguïstisch onderzoek. De round towers zouden door de Feniciërs zijn gebouwd, hoewel hij ook vergelijkingen maakte tussen de torens en wat hij als hindoeïstische tempels beschouwde. Beide werken behaalden in Ierland voor die tijd grote oplages en werden populair. In het kielzog van Vallencey verschenen in de negentiende eeuw andere werken van auteurs met theorieën die de herkomst van de round towers zochten bij onder meer de zeevolken en Afrikaanse zeekoningen.
In 1833 schreef de Royal Irish Academy een wedstrijd uit voor het beste essay over het onderwerp. De eerste prijs werd toegekend aan George Petrie voor het essay The Ecclesiastical Architecture of Ireland: An Essay on the Origins of Round Towers in Ireland. Petrie dateerde de bouw van de eerste torens in het midden van de zesde eeuw, vier eeuwen te vroeg. Hij was echter de eerste auteur die de round towers exclusief verbond met de middeleeuwse christelijke en vooral monastieke cultuur van Ierland. In het essay keerde hij zich tegen iedere relatie met een heidense prechristelijke oorsprong van de torens.

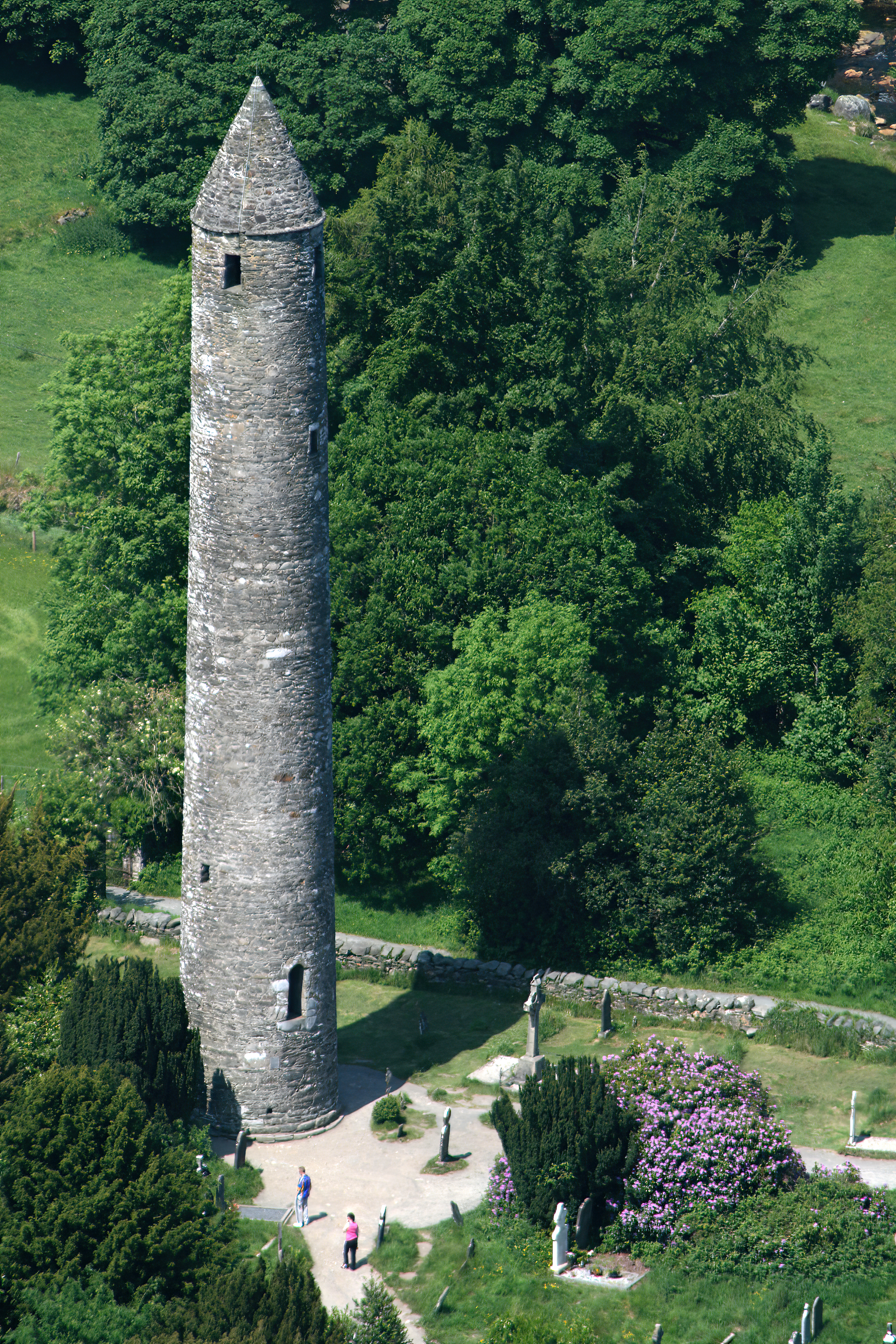
De round tower nabij Glendalough

De toekenning van de prijs werd betwist door Henry O'Brien, een andere deelnemer aan de wedstrijd. Hij had een essay ingeleverd met als titel The Round Towers of Ireland, or the Mysteries of Freemasonry, of Sabaism, and of Buddhism. Het werd later een aantal malen herdrukt met een andere titel. De bekendste daarvan is The round towers of Ireland, or, The history of the Tuath-De-Danaans. De Tuatha Dé Danann is een mythologisch volk dat een belangrijke rol speelt in de Ierse mythologie. In zijn essay ging O'Brien ervan uit dat de Tuatha Dé Danann werkelijk bestaan hebben. Het volk zou ver voor de introductie van het christendom vanuit Perzië naar Ierland gemigreerd zijn. Zij zouden de torens gebouwd hebben als fallussymbolen die een onderdeel waren van hun cultus die hij verder verbond met India en het boeddhisme. O'Brien kreeg uiteindelijk de tweede prijs voor het essay.
Het essay van George Petrie was in de essentie juist, maar had in de negentiende eeuw relatief weinig invloed op de meningsvorming bij het geïnteresseerde deel van het Ierse publiek. Er waren ook slechts enkele academici die in het openbaar zijn analyse deelden.
Verhalen over Vikingen bleven circuleren en werden tot diep in de twintigste eeuw opgenomen in schoolboeken. Nieuwe verhalen over onder meer de torens als vuurtempels, gewijd aan de godheid Baäl, vonden voldoende lezerspubliek om ook herdrukt te worden.
Helena Blavatsky, de grondlegger van de theosofie, kwam in 1877 op basis van het werk van O'Brien in Isis Ontsluierd tot de conclusie dat de torens het bewijs waren van de aanwezigheid van boeddhistische missionarissen uit India in het prechristelijke Ierland. Nog in 1984 publiceerde Philip S. Callahan in  Ancient Mysteries, Modern Visions de theorie dat de round towers in feite opslagplaatsen en zenders van elektromagnetische energie zijn.
Op het vakgebied van de eenentwintigste eeuw worden de conclusies van George Petrie uit 1834 ondersteund. De belangrijkste correctie op die conclusies is de datering van de aanvang van de bouw van de oudste torens naar het midden van de tiende eeuw. De torens maakten deel uit van de middeleeuwse monastieke cultuur van het christelijke Ierland. De torens waren uitdrukking van een zekere financiële welstand van de kloosters. Het bezit van een vrijstaande toren in de onmiddellijke omgeving verhoogde het prestige van een klooster. Op de bovenste verdieping luidden de monniken klokken. Andere verdiepingen waren in gebruik als opslagplaats voor kostbare relieken en in een aantal gevallen als scriptorium waar monniken teksten schreven.
De meest waarschijnlijke aanname is, dat het bouwkundig ontwerp van de torens gebaseerd is op ervaringen van Ierse pelgrims in Zuid-Europa. In dit verband worden vaak de torens van Ravenna genoemd.